# Julio Bascuñán
Julio Alberto González Bascuñán (Santiago de Chile, 1978. június 11. –) chilei nemzetközi labdarúgó-játékvezető. Részt vett a 2015-ös és a 2016-os Copa Américán.